# Fontaine-Saint-Lucien
Fontaine-Saint-Lucien é uma comuna francesa na região administrativa de Altos da França, no departamento de Oise. Estende-se por uma área de 7,25 km². Em 2010 a comuna tinha 178 habitantes (densidade: 24,6 hab./km²).